# 高柄豆
高柄豆是一种流行于战国时代巴蜀和长江三峡地区的陶制盛食器。但在长江中游的江陵出土过一件。

## 形制
于纪南城30号基址第三层中出土的一件高柄豆，制作时间为战国中期。现只有柄部仍完整。此器现高17.5厘米，其柄形状细高，呈竹节状，内部为空心。柄的上、中、下部各有三段凸出的箍纹。底座为喇叭形。

## 脚注
1. ↑  豆是指盛菜的器皿